# Stacie Orrico (álbum)
Stacie Orrico es el segundo álbum de estudio auto-titulado de la cantante pop Stacie Orrico, lanzado en el 2003. Fue lanzado en Virgin Records, con distribución por ForeFront Records. En el álbum Stacie, mezcla la música cristiana, con géneros más pop y urbanos, pero también contó con música teen pop. Stacie Orrico recibió críticas generalmente favorables por parte de los críticos de música, muchos de ellos expresaron que, Orrico era la nueva "diva" de la música, y elogió las canciones, pero algunos dijeron que lo que realmente se mezcló con los diferentes géneros.
El álbum obtuvo un buen desempeño. Alcanzó el puesto número cincuenta y nueve en Billboard 200 de Estados Unidos y fue certificado Oro por la RIAA. El álbum también fue nominado para un Premio Grammy en la categoría de Mejor Pop/Contemporáneo Gospel Album.

## Antecedentes
Orrico tiene su inicio en 1998, a la edad de 12 años, asistiendo a un festival de música cristiana, Praise in the Rockies, que se celebró en Colorado. Orrico inadvertidamente entró en un concurso de talentos de alto riesgo, y ganó. Un ejecutivo de ForeFront Records, se acercó a ella y le ofreció un contrato discográfico con dicha empresa. Fue así que en 1999, con 13 años comienza a grabar su primer álbum de estudio, el cual sería lanzado un año después.
Dicho álbum titulado, Genuine estableció un récord, pues se convirtió en el primer álbum de estudio de una solista femenina en el ámbito cristiano, en vender 13.000 copias la primera semana de su lanzamiento en los Estados Unidos, vendiendo hasta ahora más de 700 copias a nivel mundial.
Orrico había grabado un segundo álbum de estudio titulado Say It Again, que fue originalmente destinado sólo a la radio pop cristiana, con una fecha de lanzamiento en abril de 2002. Sin embargo, cuando Virgin Records vieron el potencial de corriente con Stacie, el álbum fue pospuesto y luego cancelado mientras se reestructuró. Cuatro canciones de Say It Again fueron retirados, aunque dos fueron liberados posteriormente como b-sides individuales y pistas adicionales en la versión japoneses de álbum. Muchas de las canciones del álbum, que no fueron puestos en libertad como individuales, fueron puestos en libertad a través de estaciones de radio cristianas. Incluía "Security", "Strong Enough" y "Instead", que se estrenó como sencillos muy promocional.

## Recepción
Stacie Orrico recibió críticas generalmente favorables de los críticos de música.
El disco no estaba destinado a ser un éxito general, sobre todo por sus raíces pop cristiano, sin embargo, con el lanzamiento de "Stuck" y su recepción positiva en MTV, el álbum ganó impulso en las listas, con el tiempo la venta de más de 500.000 copias en los EE. UU. solamente. El álbum tuvo el éxito internacional, "I Promise" y "I Could Be the One". Finalmente, el álbum vendió más de 3,4 millones de copias en todo el mundo, convirtiéndose en disco más exitoso Orrico hasta la fecha.

## Lista de canciones
1. "Stuck" – 3:41
2. "There's Gotta Be More To Life" – 3:20
3. "Bounce Back" – 3:01
4. "I Promise" – 4:17
5. "Security" – 3:17
6. "Instead" – 3:24
7. "Hesitation" – 3:14
8. "Strong Enough" – 3:56
9. "I Could Be the One" – 3:38
10. "Maybe I Won't Look Back" 4:04
11. "Tight" – 2:29
12. "That's What Love's About" – 5:16

### Japan Edition
1. "Until I Find You" – 3:03 (Japan Bonus Track)
2. "Star of My Story" – 3:36 (Japan Bonus Track)
3. "Stuck [Thunderpuss Radio Remix]" – 3:05 (Japan Bonus Track)

## Charts
| Chart (2003)                              | Peak position |
| ----------------------------------------- | ------------- |
| U.S. Billboard 200                        | 59            |
| U.S. Billboard Top Contemporary Christian | 1             |
| U.S. Billboard Top Christian Albums       | 1             |
| Australian ARIA Albums Chart              | 43            |
| Austrian Albums Chart                     | 15            |
| Canadian Albums Chart                     | 49            |
| Danish Albums Chart                       | 21            |
| French Top 200 Albums Chart               |               |
| German Top 40 Album Chart                 | 13            |
| Japanese Albums Chart                     | 3             |
| Nueva Zelanda                             | 16            |
| Norwegian Albums Top 40                   | 7             |
| Switzerland Albums Top 100                | 11            |
| UK Albums Chart                           | 37            |
| Irish Albums Chart                        | 23            |

## Say It Again (EP)
Say It Again es el segundo EP de la cantante norteamericana Stacie Orrico, fue lanzado en julio de 2002. Originalmente Say It Again sería el segundo álbum de estudio de Orrico, sin embargo al poco tiempo fue retirado y cancelado. Luego fue lanzado como EP, contado con solo 3 canciones; "Bounce Back", "I Could Be The One", y "That's What Love's About".

### Lista de canciones
1. . "Bounce Back" – 3:01
2. . "I Could Be the One" – 3:38
3. . "That's What Love's About" – 5:16